# Vall de Almonacid
Vall de Almonacid (em castelhano e oficialmente) ou la Vall d'Almonesir (em valenciano) é um município da Espanha na província de Castelló, Comunidade Valenciana. Tem 21,1 km² de área e em 2021 tinha 286 habitantes (densidade: 13,6 hab./km²).

## Demografia
| Variação demográfica do município entre 1991 e 2004 | Variação demográfica do município entre 1991 e 2004 | Variação demográfica do município entre 1991 e 2004 | Variação demográfica do município entre 1991 e 2004 |
| --------------------------------------------------- | --------------------------------------------------- | --------------------------------------------------- | --------------------------------------------------- |
| 1991                                                | 1996                                                | 2001                                                | 2004                                                |
| 271                                                 | 288                                                 | 279                                                 | 266                                                 |